# Vojtěch Kubašta

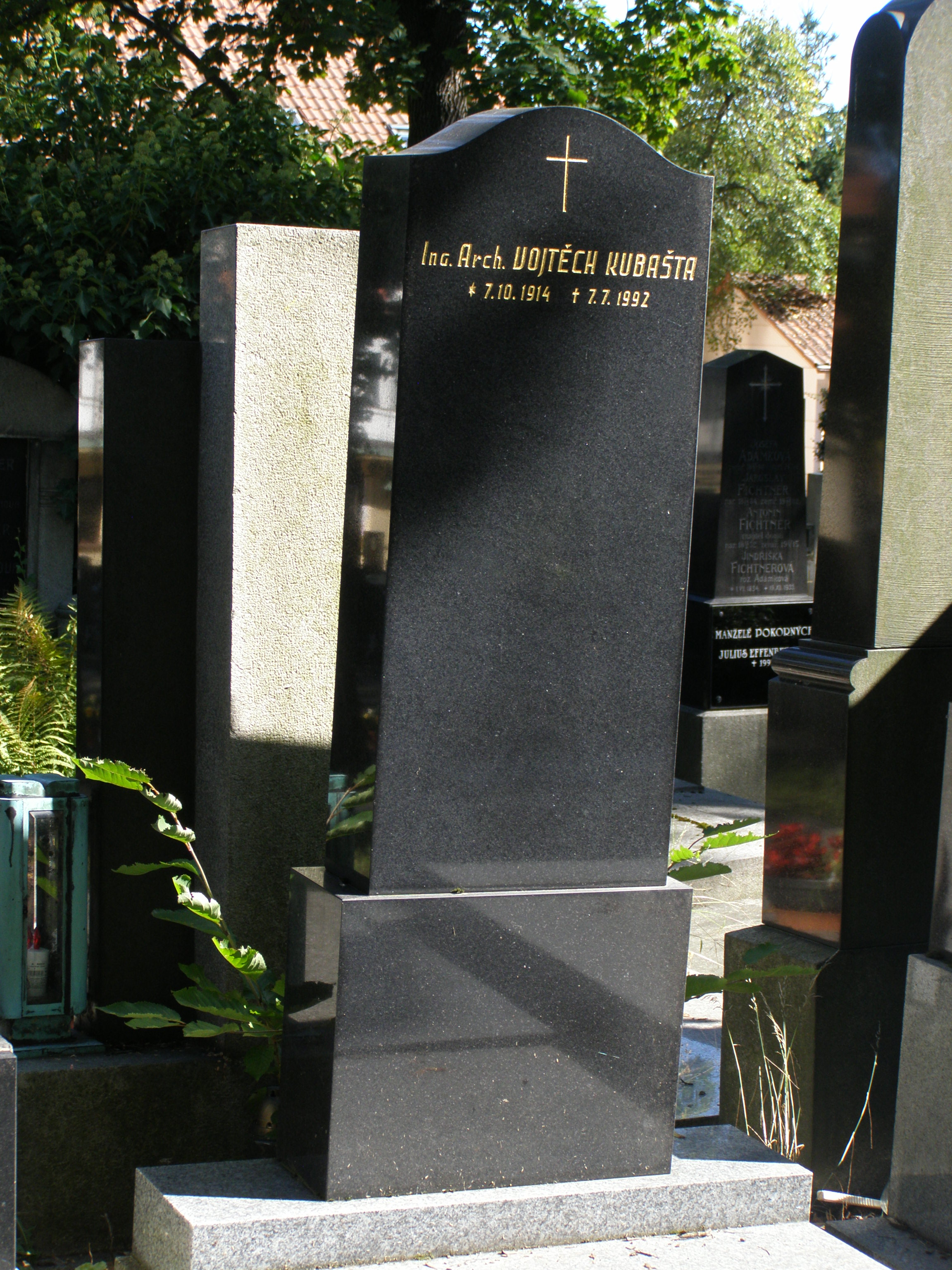
Hrob na hřbitově Na Malvazinkách

Vojtěch Kubašta (7. října 1914, Vídeň – 7. července 1992, Dobříš) byl český malíř, grafik a ilustrátor, svůj umělecký talent skloubil s technickými dovednostmi architekta s stal se průkopníkem prostorové knihy. Jeho díla se nacházejí ve sbírkách po celém světě.
Po studiu architektury na ČVUT v Praze se věnoval nejprve knižní grafice. Od čtyřicátých let 20. století vytvářel ilustrace do knih a později dětské knížky a první prostorové betlémy a knihy, které se staly jeho celoživotní náplní. Jeho tvorba měla obrovský mezinárodní úspěch. K roku 2018 byly jeho dětské knížky přeloženy do sedmatřiceti jazyků a prodalo se jich přes 35 milionů.

## Život
Vojtěch Kubašta se narodil roku 1914 ve Vídni v rodině českého bankovního úředníka. Po vzniku Československa se rodina přestěhovala v roce 1919 do Prahy, kde umělec žil a tvořil až do konce svého života. Od dětství rád kreslil a tvořil nejrůznější věci z papíru, ve dvanácti letech vytvořil první betlém. Jeho vzory byli Mikoláš Aleš a Josef Lada. Po absolvování reálného gymnázia studoval architekturu na ČVUT v Praze (1933–1938), kde jeho pedagogy byli např. Oldřich Blažíček, Zdeněk Wirth, V. V. Štech a Antonín Engel.
Od roku 1937 se věnoval knižní grafické úpravě pro nakladatele V. Žikeše. V roce 1941 přednášel reklamní grafiku na Rotterově škole v Praze a po jejím zavření pracoval jako dělník v pražské továrně Baklax. Během okupace ilustroval několik knih pro děti s říkankami Čeňka Sováka.
V období 1942–1949 byl grafikem nakladatelství Aventinum. Po válce spolupracoval také s jinými nakladatelstvími, např. s Vyšehradem, se Slovturem a znovu s Žikešem. Po Únoru 1948 byla velká nakladatelství zestátněna a malá bez náhrady zrušena. Kubašta pokračoval ve své práci a jeho doménou se stala dětská kniha. Od roku 1953 navázal úspěšnou několik desetiletí trvající spolupráci s nakladatelstvím Artia, které prodávalo české knihy v zahraničí. Kubaštovy knihy vyšly v překladech do 22 jazyků.
V Čechách se Kubaštovy zahraniční úspěchy nijak neoslavovaly a veřejně nebyl příliš známý. Například v publikaci vydané v roce 1973 k dvacetiletému výročí činnosti nakladatelství Artia není jeho jméno vůbec uvedeno, přestože byl nejúspěšnějším autorem nakladatelství. Jemu to nevadilo, nemusel být členem svazu umělců a KSČ, chtěl hlavně kreslit a mohl si pracovat po svém. Měl dcery Helenu (nar. 1945) a Dagmar (1948), s nimiž měl velmi hezký vztah. Mohly si hrát v místnosti, kde tvořil, při práci si s nimi povídal, večer jim četl a chodil s nimi na procházky po milované staré Praze.
V roce 1989 byla k umělcovým 75. narozeninám uspořádána výstava v Praze. Zemřel v Dobříši po mozkové příhodě, pochován je na hřbitově Na Malvazinkách.

## Dílo
Ve čtyřicátých letech 20. století ilustroval dětské knihy (Kouzelné obálky, 1943, Doležalovo nakladatelství v Červeném Kostelci; Příběhy z medové stráně, 1943, Vyšehrad v Praze, U Toledské brány, 1944, Vyšehrad v Praze).
Důležité místo v umělcově tvorbě zaujímají čtyři reprezentativní alba s ručně kolorovanými listy s tématem pražských architektonických památek, které vydalo nakladatelství Aventinum koncem druhé světové války. Jsou to Loretánská meditace a Melancholie Strahova s úvodním slovem Jiřího Karáska ze Lvovic, soubor věnovaný Valdštejnskému paláci s úvodem od Zdeňka Wirtha a cyklus Klementinum s úvodní textem Zdeňka Kalisty.
V poválečném období se Kubaštova tvorba přesunula z grafické úpravy knih pro dospělé k trojrozměrným papírovým betlémům a především pokračoval v práci na knihách pro děti. Ty nejen ilustroval, ale také vytvářel podle vlastních návrhů trojrozměrné rozkládací knihy, ve své době na světové úrovni. Díky jejich exportním vydáním z Artie je dodnes ve světě uznáván jako jeden z průkopníků prostorové dětské knihy.
V roce 1956 vytvořil k dvoustému výročí Mozartova narození výpravný soubor třinácti barevných litografií Mozart v Praze. Pro Prahu vytvořil mnoho propagačních a turistických předmětů a pohlednic. Dlouhá desetiletí se prodával jeho papírový pražský orloj s pohyblivým kolečkem apoštolů.
K pozoruhodným Kubaštovým dílům patří plán Mekky, vytvořený v roce 1977 pro Írán, nebo kniha Jak Kolumbus objevil Ameriku, která sloužila v některých zemích jako učebnice. Kubašta jako první ilustroval legendárního Medvídka Pú od A. A. Milneho nebo Vejce a já od Betty MacDonaldové. Některé jeho knihy vyšly za socialismu také česky (např. O červené Karkulce, 1957), jiné byly vydány až po roce 1989. Z pozdějších knih, které ilustroval, jsou známé zejména naučné knihy H. a E. Škodových Už vím proč I a II (1979, 1980) a Zákulisí velkoměsta (1982). 
Kubašta ilustroval v různých kompilacích přes 150 prostorových pohyblivých knih, několik set titulů klasických prostorových knih, desítky betlémů a prostorové i ploché pohlednice či omalovánky. Vytvořil také trojrozměrné knižní verze filmů studia Walta Disneyho Sněhurka a sedm trpaslíků, Méďa Béďa, Mickey Mouse a 101 dalmatinů. Jeho díla jsou v muzeích v Itálii, Austrálii, Japonsku a Číně. Velkou kolekci výtvarníkových knih schraňuje americké muzeum Bienes Museum of the Modern Book na Floridě. 

## Výstavy
- 1989 Praha[5]
- 2005 Bienes Museum of the Modern Book
- 2006 Praha Utajený kouzelník Vojtěch Kubašta
- 2013 Kostelec nad Černými lesy Vojtěch Kubašta[10]
- 2014 Praha, Klementinum 100x Vojtěch Kubašta[11]
- 2014 Brno
- 2023 České Budějovice, Jihočeské muzeum Pohádkové Vánoce Vojtěcha Kubašty[12]
- 2023 Blatná Vojtěch Kubašta – geniální ilustrátor[7]
- 2024/25 Středočeské muzeum v Roztokách u Prahy Vojtěch Kubašta: svět pop-up knih[13]
- 2024/25 Praha Vojtěch Kubašta – Pohádkové vánoce[8]

## Seznam literárního díla
- 1944 Zvířátka sportovci
- 1955 Malý domeček plný koleček
- 1956 Mozart v Praze
- 1957 O Červené karkulce (Little Red Riding Hood pop-up book)
- 1957 O perníkové chaloupce
- 1959 Letíme vesmírem
- 1962 Tip a Top go camping
- 1962 Tip a Top on the farm
- 1967 Jonáš a Bedříšek Píšťalička
- 1968 O Sněhurce (Snow White pop-up book)
- 1968 O Šípkové Růžence
- 1968 Kašpárek
- 1968 Vlk a sedm kůzlátek (2018 O neposlušných kůzlátkách)
- 1969 O chytré venkovance
- 1969 Zvířátka a loupežníci
- 1969 Tři zlaté vlasy děda Vševěda
- 1969 O rybáři a jeho ženě
- 1969 O Popelce
- 1971 Povídám, povídám pohádky
- 1971 Tři medvídci
- 1971 Prasátka a vlk (2016 Tři prasátka)
- 1971 Jakub a fazolové stromy
- 1971 Jak se lev zatoulal
- 1971 O nemytém dráčkovi
- 1972 Slovenské hrady a zámky 1
- 1972 Mourek - kočičí detektiv
- 1973 A három jóbarát
- 1973 Šest zpěváčků
- 1973 Domeček plný kamarádů (The Little House)
- 1975 Lustige Musikanten
- 1978 Perníková chaloupka
- 1976 O zlaté rybce
- 1979 Už vím proč
- 1980 Už vím proč 2
- 1980 Mouřenínská pohádka
- 1980 La casa feliz
- 1985 Kocour v botách
- 1991 Vlk a dvě prasátka
- 1991 Chytrá káčátka
- 1991 Dva kamarádi
- 1991 O velkém lovci myší
- 1991 Chytrá Baruška (Clever Cathy)